# Featuring (muziekindustrie)
Het Engelse woord featuring (afgekort tot ft.) betekent in de context van muziek zoiets als in samenwerking met en wordt gebruikt om een gastoptreden van een artiest mee aan te geven, bijvoorbeeld in een lied of op een album. Het kan vertaald worden als met.
Samenwerkingen komen het vaakst voor in rap- en dancemuziek. Dance-artiesten gebruiken voor hun meeste nummers een vocalist, met een vermelding voor hun gastoptreden.
Meestal heeft een gastartiest maar een klein aandeel in een lied: hij zingt of rapt dan bijvoorbeeld een couplet of bespeelt een muziekinstrument. Dit laatste was bijvoorbeeld het geval bij DI-RECT ft. Wibi Soerjadi - Blind for you. Soms zingt een gastartiest steeds het refrein. Dit komt vaak voor in rapnummers, waar de hoofdartiest coupletten rapt en een gastartiest echt zingt. Bekende voorbeelden hiervan zijn Shaggy ft. Rayvon - Angel, Ali B ft. André Hazes - Wij houden van Oranje 2006.
Soms worden de naamsvermeldingen van een single aangepast als hij in een ander deel van de wereld wordt uitgebracht. Zo werd I Belong to You (Il ritmo della passione) in de Verenigde Staten uitgebracht als Anastacia (ft. Eros Ramazzotti), en in Europa als Eros Ramazzotti & Anastacia.
De Nederlandse danceact Twenty 4 Seven ft. Stay-C & Nance had in de jaren 90 van 20e eeuw zes Top 40-hits. Een samenwerkingsproject dat meerdere malen de Top 40 haalde, is DJ Sammy & Yanou ft. Do - Heaven.

## Bekende singles met gastoptredens
- First Dance - Justin Bieber ft. Usher
- 4 Minutes - Madonna ft. Justin Timberlake & Timbaland
- I'll be missing you (Tribute to the Notorious B.I.G.) - Puff Daddy & Faith Evans ft. 112
- Gangsta's paradise - Coolio ft. L.V.
- Rampeneren - Ali B ft. Yes-R & The Partysquad
- Me against the music - Britney Spears ft. Madonna
- Wat wil je doen - The Partysquad ft. Willie Wartaal, SpaceKees, Darryl, Heist-Rockah, The Opposites & Art Officials
- Titanium - David Guetta ft. Sia
- Sorry seems to be the hardest word - Blue ft. Elton John
- Moonlight shadow - Mike Oldfield ft. Maggie Reilly
- Dilemma - Nelly ft. Kelly Rowland from Destiny's Child
- Where'd you go - Fort Minor ft. Holly Brook & Jonah Matranga
- Ghetto Supastar (That Is What You Are) - Pras Michel ft. ODB & introducing Mýa
- Mysterious times - Sash! ft. Tina Cousins
- Mas que nada - Sérgio Mendes ft. The Black Eyed Peas
- It wasn't me - Shaggy ft. Ricardo "Rikrok" Ducent
- Rhythm is a dancer - Snap! ft. Thea Austin
- Don't cha - Pussycat Dolls ft. Busta Rhymes
- Ritmo - Georgina ft. Janet
- Somebody That I Used to Know - Gotye ft. Kimbra
- Love comes again - Tiësto ft. BT
- Stan - Eminem ft. Dido
- Hips Don't Lie - Shakira ft. Wyclef Jean
- Telephone - Lady Gaga ft. Beyoncé
- Video phone - Beyoncé ft. Lady Gaga
- Chillin - Wale ft. Lady Gaga
- Starstruck - Lady Gaga ft. Flo Rida